# ヤーノシュ・サーヴァイ
ヤーノシュ・サーヴァイ（János Szávai, 1940年1月23日 - ）は、ハンガリーの文学史家、評論家、翻訳家である。父のナーンドル・サーヴァイも文学史家であり、妻アニコーはピアニストである。

## 経歴
ブダペストに生まれる。フェレンツ・トルディ高等学校を経てエトヴェシュ・ロラーンド大学でマジャール語とフランス語を専攻し、1963年に卒業している。1965年から翌年までジュネーヴ大学の大学院に留学し、1968年に学術博士号を取得。その間、1965年には小学校、1966年から1969年まで高等学校で教諭をしていた。1969年から1972年までハンガリー科学アカデミーの科学部門、1974年に文学部門の候補となった。1972年から1975年までハンガリー作家連盟のスタッフとなり、1975年には母校であるエドヴェシュ・ロラーンド大学の人文学部の比較文学の講座を受け持つこととなった。1978年から同大学の准教授、1986年から人文学部の学部長を務め、1955年に教授に昇格した。1982年から1985年までソルボンヌ・ヌーヴェル・パリ第3大学の客員教授も務めている。
1984年から、現代言語学研究誌のコラムニストを務め、1985年からハンガリー科学アカデミー言語学研究所とパリの科学委員会のハンガリー研究部会のメンバーになった。1986年には科学博士号を取得している。
1988年から1990年にかけて、ハンガリー人権連盟の事務局長、MDFの外交委員会委員を務めた。1990年から1994年までは、ハンガリー大使とフランス評議会、1990年から91年には欧州評議会とユネスコ大使を務めた。
1994年からパリ第4大学の客員教授を務め、1998年から2005年まで、同大学の比較研究の教授。また比較文学研究センターのセンター長や中央ヨーロッパ研究グループの長も務めた。さらに、1960年から2010年まで続けられたヨーロッパ文学研究におけるフランス＝ハンガリー間の研究チームの長を2006年から務めていた。

## 作品
サーヴァイの研究対象は歴史学をベースする。その研究は2種の研究成果を生み出している。一つは、歴史書の研究で、小節による詩文の解釈を扱う。もう一点は、主にフランスとハンガリーの関係を中心に、世界におけるハンガリー文学の受容と位置づけを取り扱う。

## 受賞歴
- Chevalier des Palmes académiques (1989)
- Grand Officier de l'Ordre National du Mérite (1994)
- Pro Literatura (2005)
- A Magyar Érdemrend tisztikeresztje (2014)
- Szent-Györgyi Albert-díj (2014)

## 主要著作
- Saint-Exupéry (1971)
- Martin du Gard világa (1977)
- Az önéletírás (1978)
- Boccacciótól Salingerig (szerk., 1983)
- Zsendül-e a fügefa ága? (1984)
- The Autobiography (1984)
- André Malraux (1985)
- Magyar emlékírók (1989)
- Nagy francia regények (1989, 1999)
- Introduction à la littérature hongroise (1989)
- La Hongrie (1996) – japánul, hollandul, románul, bolgárul is
- Nouvelle poésie hongroise (szerk., 2001)
- Magyar Larousse I–II–III. (főszerk., 1991, 1992, 1994)
- Írástudók és próféták – Magyar írók a világirodalomban (2002)
- Qui est libre (szerk.) 2002
- Problématique de la littérature européenne (szerk., 2005)
- A kassai dóm – Közelítések Márai Sándorhoz (2008)
- Problématique du roman européen (szerk., 2009)
- Szenvedély és forma – Francia regénytörténet Voltaire-től Céline-ig (2011)
- Pascal örvénye, avagy a progresszió hullahegyei (2013)
- Kegyelmet a klasszikusoknak - Írások Gyergyai Albertről (szerk. Szávai Dorottyával, 2015)
- Romans européens depuis 1960, Réécritures et regard sur une histoire partagée (szerk., 2016)

## 主要な翻訳
- La Rochefoucauld: Maximák
- Montesquieu: A rómaiak nagysága és hanyatlása
- Fromentin: Dominique
- Gide: Gondolatok Chopinről
- Giraudoux: Églantine
- Céline: Utazás az éjszaka mélyére, Halál hitelbe, Bohócbanda, London Bridge, Kastélyról kastélyra
- Yourcenar: Opus nigrum
- Tournier: Péntek vagy a Csendes óceán végvidéke
- Ernaux: Árulás, Egyszerű szenvedély

## 註
1. ↑  “Személyi adatlap”.   doktori.hu. 2018年1月30日閲覧。